# Segretario generale del Partito Socialista Operaio Spagnolo
Il segretario generale del Partito Socialista Operaio Spagnolo (in spagnolo Secretario General del Partido Socialista Obrero Español) è la seconda autorità nell'organigramma del partito, dietro il Presidente. Nonostante ciò, il segretario generale detiene il potere esecutivo all’interno dell’organizzazione, mentre il Presidente ha un carattere più simbolico.
Dal 21 maggio 2017 il segreterio generale è Pedro Sánchez, rieletto con oltre il 50% dei voti.

## Funzioni
Ai sensi dell'articolo 35.2 dello Statuto federale del PSOE approvato dal 40° Congresso federale e dell'articolo 10 del Regolamento operativo della Commissione esecutiva federale, il Segreterio generale ha le seguenti funzioni:
- Coordinare la politica e la strategia del Partito.
- Svolgere la funzione di massimo portavoce della Commissione esecutiva federale.
- Esercitare la rappresentanza politica del Partito.
- Coordinare il lavoro della Commissione esecutiva federale.
- Mantenere rapporti politici diretti e intraprendere iniziative con le altre forze politiche.

## Elenco
- Pablo Iglesias Posse (1879–1925): primo presidente e segretario generale del PSOE.
- Andrés Saborit (1925–1931): successore nella segreteria, dopo la morte di Pablo Iglesias nel 1925.
- Francisco Largo Caballero (1931–1935): primo segretario generale del PSOE, durante la Seconda Repubblica spagnola.
- Ramón Gómez Peña (1935–1948): segretario generale durante la guerra civile spagnola (1936-1939) e primo segretario generale, del cosiddetto PSOE "Esilio".
- José Gómez Osorio (1939–1940): primo segretario generale del PSOE "Interno", viene catturato dal regime franchista e fucilato nel 1940.
- Sócrates Gómez (1940–1944): 2° segretario del PSOE "Interno", viene catturato nel 1944, trascorre diversi decenni in prigione dopo i quali riacquista la libertà. Andra in esilio per alcuni anni a Londra a partire dal 1963.
- Juan Gómez Egido (1944): 3° segretario del PSOE "Interno", uscito di prigione nel 1944 succede a Sócrates, nel 1945 si recherà al Congresso del PSOE "Esilio" tenutosi a Suresnes (Francia), espatriando poco dopo. Si è incontrato con il dirigente del PSOE "Esilio", Ramón Gómez Peña, e ha cercato di convincere la CNT, il PSOE "Esilio" e il PCE a lottare insieme contro la dittatura franchista.
- Eduardo Villegas (1944–1946): è il successore di Juan Gómez come segretario generale del PSOE "Interno", a seguito dell'esilio di quest'ultimo in Francia, dopo il congresso di Suresnes nel 1945. Resta in prigione per 15 anni (1945-1960), finché non viene rilasciato in libertà vigilata nel 1960.
- Miguel Ángel Martínez (1946–1965): dopo l'incarcerazione di Eduardo Villegas nel 1946, Miguel Ángel gli succede alla guida del PSOE "Interno", come segretario generale. Viene tradito e processato, ma alla fine sarà assolto nel 1965. Lascia il suo ruolo nel PSOE "Interno" a Rodolfo Llopis.
- Antonio Trigo Mairal (1948–1949): 2° segretario generale del PSOE "Esilio", dopo le dimissioni di Ramón Gómez. Questo fatto apre la strada all'esilio del segretario generale fuori della Spagna, a causa della continua pressione della polizia franchista sui militanti socialisti in Spagna.
- Antonio Hernández Vizcaíno (1949–1952): 3° segretario generale del PSOE "Esilio", di fronte ai prietistas (militanti che sostenevano le tesi di Indalecio Prieto), riesce a diventare segretario. Cessa il suo mandato nel 1952, dopo l'arresto in Spagna del militante socialista Patricio Cruz, il quale fornisce numerose liste di dirigenti del PSOE.
- Tomás Centeno (1952–1953): segretario generale, eletto al Congresso di Tolosa. Nel suo esecutivo c'erano solo altre due persone: Rafael González Gil e Máximo Rodríguez Valverde. Appoggia il suo successore Teodomiro Menéndez, contro l'esecutivo rivale di José María Fernández, formatosi senza l'appoggio di Centeno. Muore nel 1953, dopo un interrogatorio da parte della polizia.
- Teodomiro Menéndez (1953–1954): segretario generale in esilio, non accettato dall'organizzazione del PSOE. Succede a Centeno, dopo la sua morte nel 1953. Tenta senza successo di raggiungere un accordo con i monarchici in esilio, per sconfiggere Franco. Il PSOE gli si muove contro, poiché incarna l'idea di un leader con tendenza repubblicana.
- José María Fernández (1953-1954): è ufficialmente il segretario generale del PSOE. Ottiene il suo primo incarico durante il mandato di Tomás Centeno. Dopo la sua morte, viene eletto segretario generale (giá precedentemente segretario del sindacato UGT), è sostenuto dal PSOE "Esilio" e "Interno". Si dimette, dopo la profonda divisione del partito, tra i Teodomisti e i loro seguaci.
- Rodolfo Llopis (1954–1972): segretario in esilio (1954-1965), e dal 1965 segretario generale del PSOE unificato (Esilio e Interno). Succede a Fernández e Menéndez (senza riconoscimento da parte dell'organizzazione del partito) nel 1954, e nel 1965 prende il posto di Miguel Ángel Martínez del PSOE in Spagna. Le sue idee saranno segnate dal pensiero di Largo Caballero e dal rifiuto di abbandonare la dottrina marxista. Nel 1972, al congresso di Tolosa, perde l'incarico di segretario generale a favore del gruppo rinnovatore guidato da Felipe González e Alfonso Guerra, del PSOE "Interno" (sostenitori delle tesi socialdemocratiche basate sul modello della SPD tedesca).
- Felipe González (1974–1997): secondo segretario generale del PSOE per longevità (23 anni), dopo Pablo Iglesias (46 anni). La tesi da lui sostenuta sulla socialdemocrazia come via per arrivare al potere conquista i membri storici del PSOE, come Llopís, a Suresnes (Francia) nel 1974.[3] Legalizza il PSOE nel 1976, dopo la morte di Franco (1975). Gregorio Peces Barba, rappresenta il partito nella stesura della Costituzione del 1978. Vince le prime elezioni municipali nel 1979, posizionandosi secondo nelle elezioni legislative del 1977 e 1979, le prime elezioni generali dal 1936 (vinte dal Fronte Popolare, di cui il PSOE faceva parte). Nel 1980 si fa promotore delle dimissioni di Adolfo Suárez attraverso una mozione di censura, che non viene approvata. Nel 1981 un colonnello della Guardia Civil entra al Congresso tentando un colpo di stato, il famoso 23-F, che alla fine non decolla.[3] Nel 1982 vince le elezioni politiche con la maggioranza assoluta (202 deputati, un record mai detenuto fino ad oggi). Vince nuovamente le elezioni del 1986 (184 deputati), nelle quali la Spagna entra militarmente nella NATO[3] (fu il PSOE a respingere questa ipotesi mentre era all'opposizione durante il governo dell'UCD), sarà colui che firmerà l'atto di adesione all'Unione europea.[3] Vince le elezioni del 1989 (175 deputati). Dopo una tentata mozione di censura presentata dal PP, vengono indette le elezioni nel 1989, un anno prima del previsto. Vince le elezioni del 1993 (159 deputati). Nel 1996 vengono nuovamente indette le elezioni anticipate, conseguenti alla crisi e alla siccità del 1993, agli scandali del fratello di Guerra, alla FILESA, al caso Roldán e al GAL (1983-1995), dopo aver governato ininterrottamente dal 1982. Il PP esce vincitore dalle elezioni e il PSOE ottiene 141 deputati.[3] Lascia a sorpresa la segreteria generale del PSOE al XXXIV Congresso del partito a Madrid in cui annuncia l'intenzione di abbandonare anche la sua posizione politica nel partito. In quel congresso viene eletto Joaquín Almunia.
- Joaquín Almunia (1997–2000): 2° segretario generale del PSOE, durante la democrazia (dal 1977). Successore di Felipe González, rimane in carica fino alle disastrose elezioni generali del 2000 (124 seggi), dove il PP riconvalida la sua vittoria e ottiene la maggioranza assoluta. Joaquín Almunia, annuncia a sorpresa le dimissioni dalla carica di segretario generale, dopo la sconfitta elettorale.[4]
- José Luis Rodríguez Zapatero (2000–2012): 3° segretario generale del PSOE durante la democrazia. Eletto al XXXV Congresso del PSOE, batte José Bono,[5] che da allora sarà un suo fedele collaboratore. Nel 2004, il successore di José María Aznar, Mariano Rajoy, vince le elezioni generali (164 deputati). Nel suo primo mandato mette in atto il ritiro dell'esercito spagnolo dall'Iraq ed è il promotore delle leggi sul matrimonio omosessuale e sulle dipendenze. Nel 2008 vince nuovamente le elezioni (169 seggi) contro Mariano Rajoy,[6] nel secondo periodo alla guida del governo affronta la crisi mondiale (dal 2009) e approva la legge sulla memoria storica. Il suo logorio alla guida del governo e le sue sfortunate misure anti-crisi porteranno ad un primo sciopero generale nel 2009, indetto da CCOO e UGT. Durante il suo mandato, la lotta al terrorismo diventa più efficace, tanto da portare l'ETA a un cessate il fuoco (2006), patto che viene infranto nel 2007 dopo l'attentato di Barajas. Nel 2010 cessano definitivamente le violenze e gli atti di terrore, dopo le pressioni e la collaborazione congiunta nella lotta contro il terrorismo, della Policia Nacional, della Guardia Civil spagnola, della Gendarmerie nationale francese e della Guardia nazionale repubblicana portoghese, nel territorio di questi tre paesi. Dopo due anni difficili di crisi (2010 e 2011) annuncia inaspettatamente l'indizione delle elezioni generali il 20 novembre (la stessa data della morte di Primo de Rivera e del dittatore Francisco Franco), nel tentativo di essere riconfermato. Ad aprile annuncia le sue dimissioni come candidato socialista alla presidenza, a succedergli vi è Alfredo Pérez Rubalcaba. Il PP, con il suo candidato Mariano Rajoy (per la terza volta), vince le elezioni generali. Il PSOE passa da 169 seggi a 110, con 59 deputati in meno consegue il peggior record di seggi dal ritorno alla democrazia (1978). A novembre, dopo il disastro elettorale, decide di convocare il XXVIII Congresso del partito, a febbraio, per eleggere il nuovo comitato federale, il presidente e il segretario generale.
- Alfredo Pérez Rubalcaba (2012–2014): rappresentante del vecchio apparato del partito, ottiene l'appoggio dei vecchi baroni del PSOE, in particolare Rodríguez Ibarra, Felipe González e Alfonso Guerra. È eletto al XXXVIII Congresso del PSOE, dove ha prevalso sulla candidata Carme Chacón.[7] Annuncia le sue dimissioni in seguito alla sconfitta alle elezioni europee del 2014.[8]
- Pedro Sanchez (2014–2016/2017–): viene eletto segretario generale del PSOE in un Congresso straordinario dopo elezioni primarie aperte ai militanti, nelle quali prevale con il 48% dei voti contro Eduardo Madina e José Antonio Pérez Tapias. La chiave della sua vittoria è stata l'appoggio della federazione andalusa del partito, la più potente. È stato consigliere comunale di Madrid e deputato alle Corti Generali. Nel 2016, gli spagnoli sono chiamati al voto due volte di seguito per le elezioni generali, dopo un fallito tentativo di formare un governo. Il PSOE peggiora i suoi risultati ancora una volta e, dopo le elezioni regionali del 2016 e la perdita del potere in Galizia e nei Paesi Baschi, 17 membri dell'Esecutivo federale si dimettono con lo scopo di portare alle dimissioni del segretario generale.[9] Sánchez si dimette il 1° ottobre 2016,[10] dopo aver perso nelle elezioni del congresso straordinario. Il Comitato federale nomina Javier Fernández Fernández presidente della commissione di gestione,[11] il quale svolgerà funzioni esecutive. Il 21 maggio 2017 vince le primarie del PSOE, che gli permettono di diventare nuovamente segretario generale durante il XXXIX Congresso del partito.